# Ľubomír Višňovský
Ľubomír Višňovský (* 11. srpna 1976, Topoľčany) je bývalý slovenský hokejový obránce. Patřil k ofenzivním typům a vyznačoval se rychlým bruslením. Jeho starší bratr Tibor je také bývalý profesionální hokejista.

## Kariéra
Ľubomír Višňovský je odchovancem Topoľčanského hokeje. Ve slovenské extralize debutoval v sezóně 1994/95 za tým Slovan Bratislava. S tímto klubem získal mistrovský titul v sezonách 1997/98 a 1999/00. V roce 2000 byl draftovaný ve čtvrtém kole jako 118. v pořadí týmem Los Angeles Kings. Už v nejbližší sezóně 2000/01 se přidal ke slovenské dvojici působící v týmu Kings Žigmundu Pálffymu a Jozefu Stümpelovi a postupně se propracoval na jednu z opor mužstva. V sezóně 2004/05 (během stávky v NHL) hrál za svůj bývalý klub Slovan Bratislava a získal s ním svůj třetí mistrovský titul. Na sezónu 2005/06 měl platnou smlouvu s Los Angeles na částku 1,52 milionů dolarů a zaznamenal svůj dosud nejúspěšnější rok, když si v 80 utkáních připsal 67 bodů. Dařilo se mu i v následující sezoně, kdy patřil k nejproduktivnějším obráncům v soutěži.
V létě 2008 po osmi letech a 499 zápasech za Kings změnil klub. Kings ho vyměnili za Matta Greena a Jarreta Stolla do Edmontonu Oilers. Generální manažer Kevin Lowe označil Višňovského za jednoho z nejlepších ofenzivních obránců za posledních pět let. V březnu 2010 po neúspěšných necelých dvou letech v Edmontonu přestoupil do Anaheimu.
Před sezónou 2012/13 ho vedení Ducks vyměnilo do New Yorku Islanders, s čím Višňovský nesouhlasil a podal návrh na arbitráž, která však rozhodla v jeho neprospěch.
V průběhu výluky v NHL se dohodl s vedením HC Slovan Bratislava na smlouvě do skončení výluky. Měl výrazný podíl na tom, že se tenhle klub překvapivě probojoval do playoff v jeho první sezoně v KHL. Po ukončení výluky chtěl nadále hrát za Slovan, co mu však vedení NHL neumožnilo.
Koncem března 2013 prodloužil smlouvu s Islanders o dva roky, přičemž si za toto období vydělá 9,5 miliónů dolarů. 19. října 2013 utrpěl otřes mozku po zákroku Rileyho Nashe z Caroliny Hurricanes. Do dalšího zápasu nastoupil 27. ledna 2014. Po vypršení smlouvy s Islanders se vrátil do Slovanu Bratislava, kde v únoru 2016 ukončil kariéru.

### Hráčská kariéra
- 1994–95 HC Slovan Bratislava
- 1995–96 HC Slovan Bratislava
- 1996–97 HC Slovan Bratislava
- 1997–98 HC Slovan Bratislava
- 1998–99 HC Slovan Bratislava
- 1999–00 HC Slovan Bratislava
- 2000–01 Los Angeles Kings
- 2001–02 Los Angeles Kings
- 2002–03 Los Angeles Kings
- 2003–04 Los Angeles Kings
- 2004–05 HC Slovan Bratislava
- 2005–06 Los Angeles Kings
- 2006–07 Los Angeles Kings
- 2007–08 Los Angeles Kings
- 2008–09 Edmonton Oilers
- 2009–10 Edmonton Oilers, Anaheim Ducks
- 2010–11 Anaheim Ducks C
- 2011–12 Anaheim Ducks
- 2012–13 HC Slovan Bratislava, New York Islanders
- 2013–14 New York Islanders
- 2014–15 New York Islanders
- 2015–16 HC Slovan Bratislava

## Ocenění
- 2005: nejlepší hokejista Slovenska v anketě Zlatý puk
- osmkrát nejlepší slovenský obránce v anketě Zlatý puk (1999, 2000, 2001, 2002, 2003, 2005, 2007, 2008)
- třikrát člen All-Stars týmu slovenské extraligy (1999, 2000, 2005)
- 2001: NHL All-Rookie Team
- 2007: účast v zápase NHL All-Star Game

## Reprezentace
Ľubomír Višňovský reprezentoval Slovensko na deseti světových šampionátech a získal s ní tři medaile – stříbro v roce 2000, zlato (2002) a bronz (2003). Reprezentoval na ZOH 1998, 2002 a 2006. Zúčastnil se Světového poháru v roce 1996 a 2004. Celkem odehrál 141 reprezentačních zápasů a dal v nich 18 gólů. Nosí reprezentační dres s číslem 17.

### MS 2000
Byl členem mužstva, které vybojovalo první historickou medaili pro Slovensko – stříbro. Na akci zaznamenal 6 asistencí.

### MS 2002
Slovensko dosáhlo největšího úspěchu v historii, když se stalo mistrem světa. Višňovský vstřelil první gól ve finálovém zápase proti Rusku už po 22 sekundách zápasu, který Slovensko vyhrálo 4:3.

### MS 2003
Slovenská reprezentace na šampionátu získala první bronz v historii po vítězství 4:2 nad Českem. Ľubomír Višňovský se dostal do All-Stars týmu, když zaznamenal v 9 zápasech 4 góly, 8 asistencí a 11 plusových bodů.

### MS 2005
Na šampionátu ve Vídni a Innsbrucku obsadilo Slovensko páté místo. Po kvalitních výkonech v základní skupině postoupilo do dalších bojů z prvního místa. V osmifinálové skupině slovenská reprezentace prohrála v souboji s Českem 1:5, další dva zápasy však zvládla. Ve skupině skončilo Slovensko na třetím místě za Ruskem a Českem a ve čtvrtfinále se setkalo s Kanadou. V dramatickém zápase prohrálo 5:4 gólem Joa Thorntona, vstřelenou 4 minuty před koncem zápasu, a bylo tak vyřazeno z bojů o medaile.
Ľubomír Višňovský byl prohlášen za nejlepšího obránce Slovenska na Mistrovství světa. V hlasování novinářů o "All-Stars tým" tým skončil mezi obránci na třetím místě za Niklasem Kronwallem ze Švédska a Markem Židlickým z Česka. V celkovém bodování získal 8 bodů za 2 góly a 6 asistencí.

### ZOH 2006
Slovensko obsadilo na olympiádě páté místo. Po kvalitních výkonech v základní skupině, kterou vyhrálo bez ztráty bodu, bylo vyřazeno ve čtvrtfinále Českem. Ľubomír Višňovský odehrál všech 6 zápasů, získal v nich dva body za jeden gól a jednu přihrávku.

### MS 2008
Přijal pozvánku trenéra Júliuse Šuplera na světový šampionát v Kanadě, byl považován za největší hvězdu mužstva. Slovensko po prohrách v základní skupině s Německem a Finskem sestoupilo do boje o záchranu. V prvním utkání proti Slovinsku vyhrálo 5:1, ve druhém 4:3 po samostatných nájezdech, přičemž Višňovský proměnil rozhodující. Skóroval i ve druhé třetině a byl vyhlášen nejlepším slovenským hráčem zápasu. Na šampionátu zaznamenal 2 góly a 7 asistencí, stal se nejproduktivnějším hráčem svého týmu a byl zařazen spolu s Jánem Lašákem a Andrejem Sekerou mezi trojici nejlepších Slováků.

### MS 2011
Na domácím šampionátě nepostoupilo Slovensko do čtvrtfinále a obsadilo 10. místo. Višňovský následně oznámil konec reprezentační kariéry. V roce 2013 toto rozhodnutí přehodnotil a vyjádřil přání hrát na ZOH 2014 v Soči.
Statistiky hráče na Mistrovstvích světa a Olympijských hrách:
| Turnaj             | Místo konání                            | Z  | G  | A  | B  | Umístění         | Soupisky          |
| ------------------ | --------------------------------------- | -- | -- | -- | -- | ---------------- | ----------------- |
| MS 1996            | Rakousko (Vídeň)                        | 5  | 0  | 1  | 1  | 10. místo        | Soupiska MS 1996  |
| SP 1996            | Severní Amerika, Evropa                 | 1  | 0  | 0  | 0  | 7. místo         | Soupiska          |
| MS 1997            | Finsko (Helsinky, Turku, Tampere)       | 8  | 0  | 1  | 1  | 9. místo         | Soupiska MS 1997  |
| ZOH 1998           | Japonsko (Nagano)                       | 3  | 0  | 0  | 0  | 10. místo        | Soupiska ZOH 1998 |
| MS 1998            | Švýcarsko (Curych, Basilej)             | 2  | 0  | 0  | 0  | 7. místo         | Soupiska MS 1998  |
| MS 1999            | Norsko (Hamar, Lillehammer, Oslo)       | 6  | 0  | 2  | 2  | 7. místo         | Soupiska MS 1999  |
| MS 2000            | Rusko(Petrohrad)                        | 9  | 0  | 6  | 6  | Stříbrná medaile | Soupiska MS 2000  |
| ZOH 2002           | USA (Salt Lake City)                    | 3  | 1  | 2  | 3  | 13. místo        | Soupiska ZOH 2002 |
| MS 2002            | Švédsko (Göteborg, Jönköping, Karlstad) | 5  | 2  | 1  | 3  | Zlatá medaile    | Soupiska MS 2002  |
| MS 2003            | Finsko (Helsinky)                       | 9  | 4  | 8  | 12 | Bronzová medaile | Soupiska MS 2003  |
| SP 2004            | Severní Amerika, Evropa                 | 4  | 0  | 0  | 0  | 8. místo         | Soupiska          |
| MS 2005            | Rakousko (Vídeň, Innsbruck)             | 7  | 2  | 6  | 8  | 5. místo         | Soupiska MS 2005  |
| ZOH 2006           | Itálie (Turín)                          | 6  | 1  | 1  | 2  | 5. místo         | Soupiska ZOH 2006 |
| MS 2008            | Kanada (Québec, Halifax)                | 5  | 2  | 7  | 9  | 13. místo        | Soupiska MS 2008  |
| ZOH 2010           | Kanada (Vancouver)                      | 7  | 2  | 1  | 3  | 4. místo         | Soupiska ZOH 2010 |
| MS 2011            | Slovensko (Bratislava, Košice)          | 3  | 0  | 2  | 2  | 10. místo        | Soupiska MS 2011  |
| Celkem na MS (10x) |                                         | 57 | 10 | 34 | 44 |                  |                   |
| Celkem na ZOH (4x) |                                         | 19 | 4  | 4  | 8  |                  |                   |